# Capilla de sa Tanca Vella

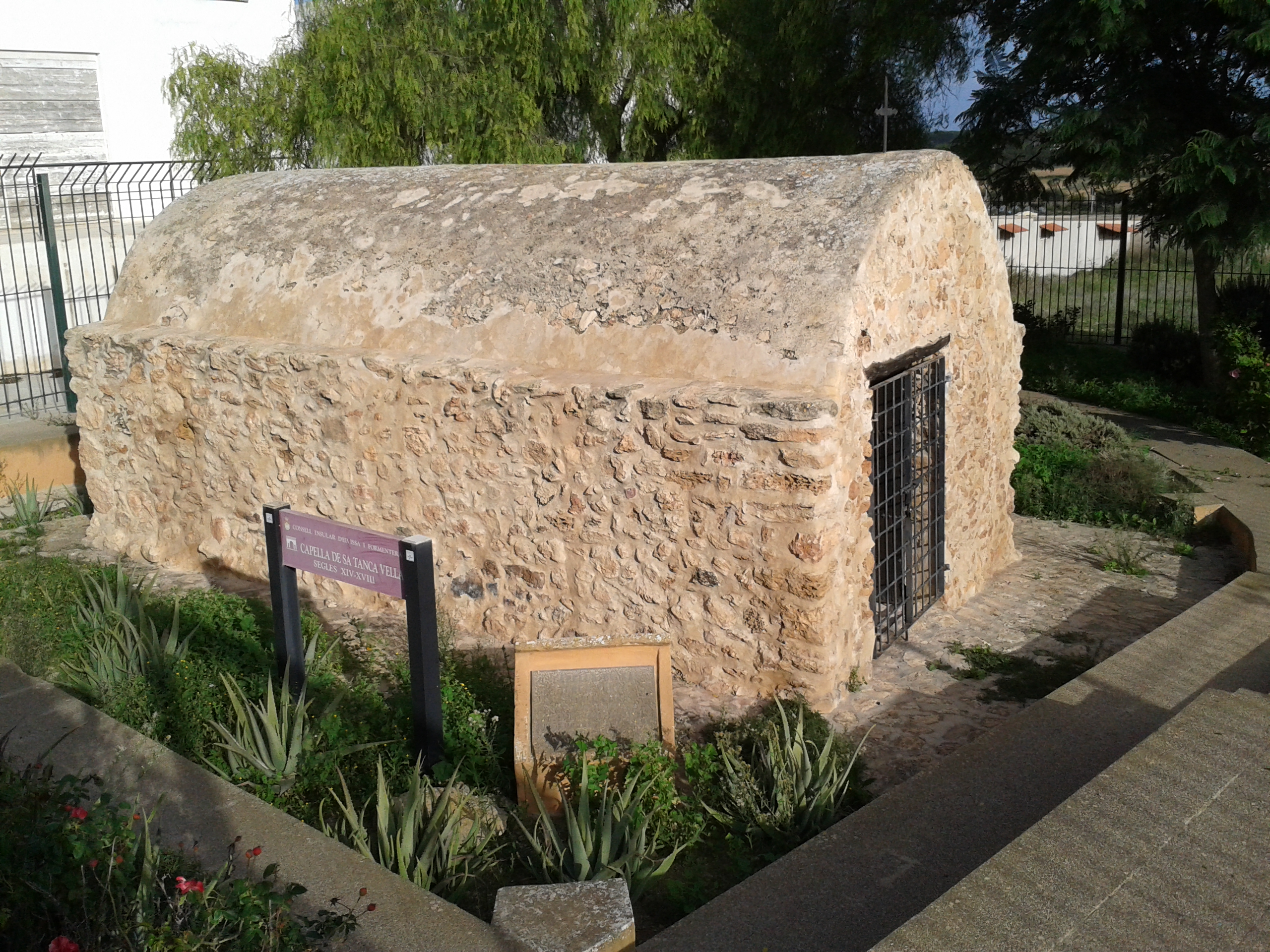
Capilla de sa Tanca Vella, Seitenansicht

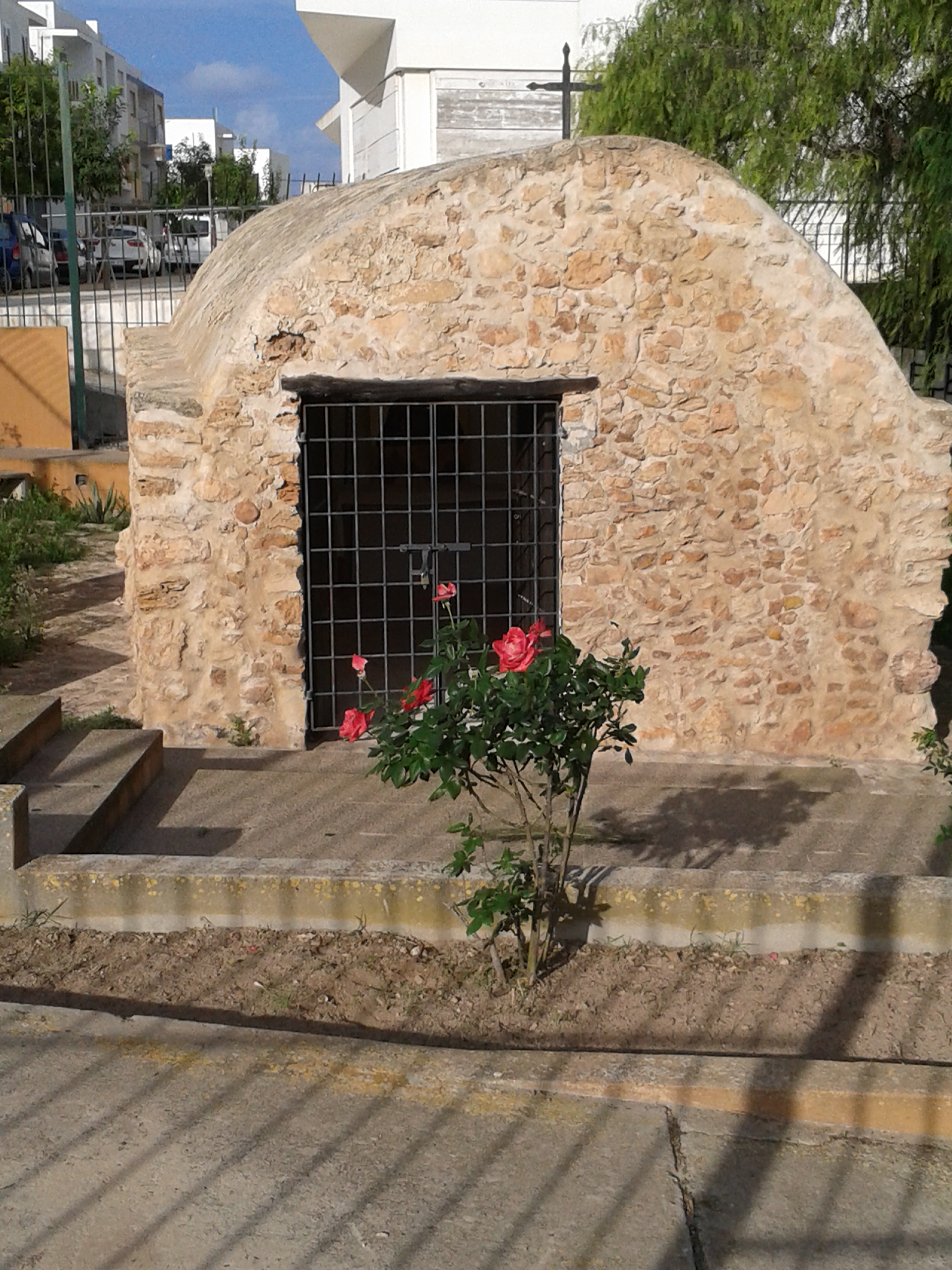
Zugang

Die Capilla de sa Tanca Vella ist eine Kapelle der Gemeinde Sant Francesc de Formentera und die älteste Kirche der Insel Formentera. Mehrfach wird sie bereits im dreizehnten Jahrhundert erwähnt. Sie befindet sich auf dem Gelände Tanca Vella, einem landwirtschaftlichen Betrieb.
Die kleine Kirche mit rechteckigem Grundriss ist von einem Tonnengewölbe bedeckt. Das äußere Erscheinungsbild ist einfach und weicht nicht von der traditionellen Architektur Formenteras ab.
Am 17. Juli 1369 genehmigte der Erzbischof von Tarragona Pere Clasquerí auf Antrag der Pfarrei von Ibiza den Bau einer Kapelle auf Formentera, die San Valero gewidmet und in der Nähe der gleichnamigen Höhle errichtet werden sollte. Die alte mittelalterliche Kapelle wurde 1718 zum Pfarrhaus, und ein Friedhof wurde daneben angelegt. Die Kapelle wurde 1737 geschlossen, der Friedhof wurde aber weiter genutzt, bis der neue Friedhof hinter der neuen Kirche angelegt war. Am 19. Mai 1757 wurden die Gräber des Friedhofs der Kapelle von Sa Tanca Vella auf den Friedhof der neuen Kirche von San Francisco verlegt.
Der Rat von Formentera erwarb das Land und das Haus in Tanca Vella und restaurierte die Kapelle. Das Bauernhaus wurde wegen seines ruinösen Zustandes abgerissen.
Die Kapelle wurde 1993 unter Denkmalschutz gestellt (Bienes de Interés Cultural RI-51-0008217).